# Estatuto Nacional da Microempresa e Empresa de Pequeno Porte
O Estatuto Nacional da Microempresa e Empresa de Pequeno Porte, também conhecida por Lei Geral, foi instituída pela Lei Complementar nº 123, de 14 de dezembro de 2006 e vem estabelecer normas gerais relativas ao tratamento diferenciado e favorecido a ser dado às MPE's nos termos dos artigos 146, 170 e 179 da Constituição Federal.
A Lei traz diversos benefícios para o exercício das MPE`s, entre eles:
1. regime unificado de apuração e recolhimento dos impostos e contribuições da União, o chamado Imposto Simples
2. facilitações tributárias;
3. dispensa do cumprimento de certas obrigações trabalhistas e previdenciárias;

Além de diversos outros benefícios como estímulo à aquisição de inovações tecnológicas, facilitação no parcelamento de dívidas para adesão ao Simples Nacional (Imposto).
A Lei é de grande importância para a sobrevivência das MPE`s justamente em função dessas facilitações.

## Lei Complementar
A escolha de lei complementar e não de lei ordinária se deu por força do art. 146, III, “d” e respectivo parágrafo único da Constituição Federal, que reserva à lei complementar estabelecer normas gerais em matéria tributária para definir e prever tratamento diferenciado e favorecido para as Micro e Pequenas Empresas (MPEs), bem como instituir regime único de arrecadação dos impostos e contribuições do segmento para a União, os estados, o Distrito Federal e os municípios.
Nos termos da lei, não poderá ingressar no regime diferenciado e favorecido previsto na Lei Geral e dele se beneficiar a pessoa jurídica de cujo capital participe outra pessoa jurídica; que seja filial, sucursal, agência ou representação, no País, de pessoa jurídica que tenha sede no exterior; de cujo capital participe pessoa física inscrita como empresário ou que seja sócia de outra empresa beneficiada pela Lei Geral, desde que a receita bruta global ultrapasse o limite da EPP (Empresa de Pequeno Porte)(R$ 3,6 milhões); cujo titular ou sócio participe com mais de 10% do capital de outra empresa não beneficiada pela Lei Geral, desde que a receita bruta global ultrapasse o limite de EPP; cujo sócio ou titular seja administrador ou equiparado de outra pessoa jurídica com fins lucrativos, desde que a receita bruta global ultrapasse o limite de EPP; que seja cooperativa, salvo as cooperativas de consumo; que participe do capital de outra pessoa jurídica; que seja instituição financeira, corretora ou distribuidora de títulos, valores mobiliários e câmbio, arrendamento mercantil, seguros e previdência em geral; que seja resultante de cisão ou qualquer outra forma de desmembramento de pessoa jurídica ocorrida nos últimos cinco anos; em que haja sociedade por ações.

## Órgãos Gestores da Lei Geral
Para propor, acompanhar e gerir os benefícios dispensados às MPEs, foram criados dois órgãos que terão atuação fundamental na implantação e na plena consecução da Lei Geral. Vejamos a constituição e as atribuições desses órgãos separadas por assunto:
I – Comitê Gestor de Tributação: vinculado ao Ministério da Fazenda, é composto por representantes da Secretaria da Receita Federal, da Secretaria da Receita Previdenciária, dos estados, do Distrito Federal e dos municípios.
Atribuições: Tratar dos aspectos tributários do Simples Nacional, especialmente da regulamentação de pontos imprescindíveis para boa aplicação do Simples Nacional.
II – Fórum Permanente das Microempresas e Empresas de Pequeno Porte: era presidido e coordenado pelo Ministério do Desenvolvimento, Indústria e Comércio Exterior, contará com a participação dos órgãos federais competentes e das entidades vinculadas ao setor. Atualmente é presidido e coordenado pela Secretaria da Micro e Pequena Empresa
Atribuições: Tratar dos demais aspectos da lei, devendo, para tanto, orientar e assessorar a formulação e coordenação da política nacional de desenvolvimento das MPEs, bem como acompanhar e avaliar a sua implantação.

## Sistema Simples Nacional
O Simples Nacional é o Regime Especial Unificado de Arrecadação de Tributos e Contribuições devidos pelas Microempresas e Empresas de Pequeno Porte, instituído pela Lei Geral – Lei Complementar nº 123, de 14 de dezembro de 2006.
A ideia do Simples Nacional originou-se da necessidade de unificar, dentro do possível, a complexa legislação tributária atualmente aplicável às MPEs nos âmbitos da União, dos estados, do Distrito Federal e dos municípios.
Nesse sentido, o sistema Simples Nacional ou Supersimples, como também é conhecido, pretende substituir todas essas legislações. Com isso, a Lei Geral visa facilitar a vida dos empresários, sócios e administradores de MPEs e também o trabalho dos contabilistas e advogados que assessoram essas empresas.
Todos são obrigados a conhecer as legislações que envolvem as MPEs, seja em razão do local em que estejam estabelecidas, seja pelas negociações intermunicipais e interestaduais que acabam por envolver diferentes normas.
O Simples Nacional passa a vigorar somente no dia 1º de julho de 2007. Da publicação da Lei Geral (14/12/2006) até a metade do ano de 2007, foi o prazo negociado pelo Ministério da Fazenda com os congressistas, de modo que pudessem regulamentar em tempo vários dispositivos da Lei Geral.